# Heinrich Glindemann
Heinrich Glindemann (* um 1819 in Hannover; † 27. Januar 1877 in Wien) war ein deutscher Maler.

## Leben
Heinrich Glindemann besuchte von 1832 bis 1836 die neu eingerichtete Polytechnische Schule seiner Heimatstadt.
Das Adreßbuch von München und der Vorstadt Au von 1842 verortete „Glindemann, Heinr., Maler“ im ersten Stock des Hauses Lerchenstraße 4. Im Folgejahr 1843 signierte Glindemann in München das Historiengemälde Gustav Adolf fällt in der Schlacht bei Lützen. Das Bild war 1843 in Bremen ausgestellt. Heute befindet es sich in der Niedersächsischen Landesgalerie Hannover. Das Werk weist auf die von Peter von Cornelius geprägte Münchner Schule hin.
Ebenfalls 1843 war Glindemann in einer Porzellanhandlung in Hannover tätig. Hier erfand Glindemann, als „Decorationsmaler“ bezeichnet, ein „Verfahren zur Verfertigung von Farben“, für das ihm König Ernst August am 22. Mai 1848 ein exklusives „Privilegium für das Königreich“ für die Dauer von fünf Jahren erteilte. Anschließend wirkte Glindemann noch mindestens bis 1856 als Maler in Hannover.
Heinrich Glindemann starb im Alter von 58 Jahren in Wien in Penzing in der Bahnstraße 22 an „Gehirnlähmung“.

## Werke
Es ist nur ein von ihm signiertes Gemälde bekannt:
- Gustav Adolf fällt in der Schlacht bei Lützen, Öl auf Leinwand 59 × 72,6 cm; unten rechts bezeichnet „H. Glindemann. München 1843“. Niedersächsischen Landesgalerie, Hannover[8]